# Filip Fishta
Filip Fishta (ur. 28 kwietnia 1904 w Szkodrze, zm. 11 marca 1976 w Tiranie) – albański nauczyciel, doktor nauk filologicznych.

## Życiorys
Urodził się w 1904 roku na terenie Imperium Osmańskiego jako syn Ndoca i Cile. Początkowo pobierał naukę w szkole jezuickiej w Szkodrze. Ukończył studia lingwistyczne na Uniwersytecie w Belgradzie, następnie w 1933 roku pracował jako nauczyciel w Elbasanie, a przez następne dwa lata w Szkodrze. Od 1938 do marca 1944 roku nauczał w Żeńskim Instytucie Nana Mbretneshë w Tiranie; jednocześnie był wykładowcą albanistyki na Uniwersytecie Belgradzkim oraz profesorem na Uniwersytecie Paryskim. Został następnie powołany do pracy jako bibliotekarz w Instytucie Albanistyki. Publikował także dla czasopism Tomori i Vogël, Hylli i Dritës, Shkëndija, Shkolla Kombëtare, Balli i Rinisë, Drini, Fashizmi oraz Leka.
19 stycznia 1945 roku został aresztowany pod zarzutem popełniania zbrodni wojennych oraz bycia wrogiem ludu; 11 czerwca tegoż roku został skazany na 30 lat pozbawienia wolności oraz zarządzono wobec niego konfiskatę mienia.

## Wybrane prace i publikacje[1][2]
- Dy pasqyra Letratyre (1931)
- Ndër gjurmimet e veprimit “De Propaganda Fide” në Ballkan (1932)
- Njohtime historike mbi Argjipeshkvijt e Shkupit (1934)
- Antologi shqipe (1935)
- Histori e letërsisë shqiptare (1935)
- Kangë trimnije dhe kreshnikësh (1937)
- Fjalor latinisht shqip, me bashkaut (1941)
- Shkrimtarët Shqiptarë (1941)
- Shqipnia jonë (1941)
- Fjaluer latin-shqip (1942, 1966)
- Kosova për historinë e letërsisë kombëtare (1944)
- Kontribut për historinë e bibliotekave të Shkodrës (1956)
- Mbi mbledhjen dhe radhitjen metodike të proverbave dhe shprehjeve figurative në gjuhën tonë (1962)